# Préaris Quadrupel
Préaris Quadrupel is een Belgisch bier van hoge gisting.
Het bier wordt gebrouwen in De Proefbrouwerij te Hijfte voor de Vliegende Paard Brouwers te Oedelem. Dit bier werd in april 2011 verkozen tot "Beste hobbybier van België" in een wedstrijd georganiseerd door Brouwland te Beverlo. Omdat het bier goed verkocht, werd het verder gecommercialiseerd.

Het is een bruin bier met een alcoholpercentage van 10%.